# Crocidura ramona
Crocidura ramona är en däggdjursart som beskrevs av Ivanitskaya, Shenbrot och Eviatar Nevo 1996. Crocidura ramona ingår i släktet Crocidura och familjen näbbmöss. IUCN kategoriserar arten globalt som livskraftig. Inga underarter finns listade i Catalogue of Life.
Denna näbbmus har flera från varandra skilda populationer i öknar i Israel. Utbredningsområdet ligger 200 till 950 meter över havet. Arten vistas främst i uttorkade flodbädd. Den är mycket sällsynt. Mellan 1999 och 2006 hittades inga individer. Crocidura ramona delar reviret med flimmernäbbmusen.